# 6 км Аннинской Ветки
6 км Аннинской Ветки — упразднённый населённый пункт, находившийся в подчинении администрации пгт Краснолесный городского округа город Воронеж Воронежской области России. В 2008 году включён в состав посёлка Краснолесный и исключён из учётных данных.

## География
Располагался на территории Воронежского государственного заповедника, у остановочного пункта имени Пескова (бывший 6 км) на участке Графская — Анна Юго-Восточной железной дороги, на расстоянии приблизительно 4 км к востоку от окраины посёлка Краснолесный.

## История
Возник как населённый пункт при одноимённом остановочном пункте.

## Население
Согласно результатам переписи 2002 года, в населённом пункте отсутствовало постоянное население.